# TYSナウ
『TYSナウ』（ティーワイエス ナウ）は、テレビ山口で放送されていた山口県向けのローカルワイドニュース番組である。

## 概要
『TYSニュース6』をリニューアルする形で1992年10月にスタートし、2001年3月まで放送された。番組の終了後、夕方のニュース番組は『TYS夕やけニュース21』へと引き継がれた。
殆どの期間においては18時30分から放送されていたが、2000年4月以降は18時18分からに放送時間が繰り上がった。なお、天気予報は、『TYSニュース6』から引き続き大谷重治が途中まで担当した。1998年に本番組のスタジオが移転したのを機にハイビジョン収録へと移行したものの、ニュース素材に関しては4:3のSD画質となっていた。

## 土曜日の放送について
初期には土曜日の放送（18:00 - 18:30）もあった。『TYS夕やけニュース』の終了後、前述の『TYSニュース6』が平日枠に設置された。この時、土曜日には『サタデー6』が放送されていたが、それを打ち切って『TYSニュース6』を開始した。その後にスタートした本番組は、この枠を踏襲したまま月曜 - 土曜の帯で放送されていたが、1990年に『テレビ!山口くん』が土曜夕方枠へ移動し、17:30から放送されていた番組が30分繰り下がって18:50 - 19:00のTYSローカル枠を設けることとなり、土曜版は廃止された。

## 深夜便について
2000年4月ごろにスタートし、『mix』時代に至るまで放送されている。当日放送分の素材を短く編集し、最後は県内の天気予報で締めていた。

## 歴代キャスター
- 横溝洋一郎（開始 - 1998年3月まで）
- 伊賀透浩（1998年4月 - 終了まで）
- 深沢佳代（全期間）

| テレビ山口 平日の夕方のローカルニュース | テレビ山口 平日の夕方のローカルニュース | テレビ山口 平日の夕方のローカルニュース |
| 前番組                                  | 番組名                                  | 次番組                                  |
| --------------------------------------- | --------------------------------------- | --------------------------------------- |
| TYSニュース6                            | TYSナウ （1992年10月 - 2001年3月）      | TYS夕やけニュース21                     |